# Internationella hockeyligan
Internationella hockeyligan ersatte från säsongen 1992/1993 den tidigare Sovjetiska mästerskapsserien i samband med Sovjetunionens upplösning. Ligan spelades fram till dess att Ryska superligan startades, säsongen 1996/1997.

## Mästare
| Säsong    | Etta          | Tvåa          | Trea                                        | Cupsegrare     |
| 1992/1993 | Dynamo Moskva | Lada Toljatti | Krylja Sovetov, Traktor Tjeljabinsk         | –              |
| 1993/1994 | Lada Toljatti | Dynamo Moskva | Traktor Tjeljabinsk                         | Lada Togliatti |
| 1994/1995 | Dynamo Moskva | Lada Toljatti | Metallurg Magnitogorsk, Salavat Julajev Ufa | –              |
| 1995/1996 | Lada Toljatti | Dynamo Moskva | Salavat Julajev Ufa, Avangard Omsk          | Dynamo Moskva  |